# San Carlos (Chili)
Pour les articles homonymes, voir San Carlos.
San Carlos est une ville et une commune du Chili située dans la province de Punilla, dont elle est le chef-lieu, et la région de Ñuble.

## Géographie
San Carlos est située dans la vallée centrale du Chili. Le fleuve Ñuble forme la limite sud du territoire de la commune. La ville de San Carlos se trouve à 352 kilomètres à vol d'oiseau au sud-sud-ouest de la capitale Santiago et à 105 kilomètres au est-nord-est de Concepción capitale de la région du Biobío.

## Histoire
La ville a été fondée le 3 juillet 1800 sous le nom de San Carlos de Itihue par don José Joaquín del Pino de Rozas y Negrete.
Le 15 mai 1813, elle fut le théâtre d'une des plus importantes batailles de la Guerre d'indépendance du Chili où l’armée patriotique de José Miguel Carrera, battit l'armée royale.

## Démographie
En 2012, la population de la commune de San Carlos s'élevait à 51 183 habitants. La superficie de la commune est de 874 km2 (densité de 59 hab./km2).

## Personnalité liée à la commune
- Violeta Parra (1917-1967), figure majeure de la musique folklorique d'Amérique latine est née dans la commune.

Position de San Carlos (en rouge) au sein de la Région du Biobío.